# Michael Wulfes
Michael Wulfes (* 1948 in Marburg) ist ein deutscher Regisseur, Kameramann, Produzent und Drehbuchautor von Dokumentarfilmen.

## Werdegang
Michael Wulfes ist Absolvent der Hochschule für Fernsehen und Film München. Von 1978 bis 1985 war er zunächst Co-Inhaber der Nanuk-Film GmbH in München, in der er vorwiegend als Regisseur Dokumentarfilme realisierte. Im Jahr 1985 verließ er die Nanuk-Film und gründete die Michael Wulfes Filmproduktion, ebenfalls in München. Die mit ihm als Regisseur entstandenen Filme sind bis heute ausschließlich Produktionen für das öffentlich-rechtliche Fernsehen, vornehmlich für Sender der ARD und für Arte. Das gilt auch für seine Arbeiten als Kameramann und Autor bei Filmen, in denen er nicht der Regisseur war. Daneben schrieb und drehte Wulfes Industriefilme für namhafte deutsche Firmen. Zusammen mit dem Spielfilm-Regisseur und -autor Jörg Grünler verfasste er zwei Kino-Drehbücher. Wulfes arbeitet auch als Regisseur im Unterhaltungsfernsehen (Versteckte Kamera), seit 2002 fast ausschließlich im BR mit bayerischen Kabarettisten. Er wurde im Rahmen seiner filmischen Arbeit sowohl für den Grimme-Preis als auch für den Deutsch-Französischen Journalistenpreis nominiert.

## Filmografie (Auswahl)
Regie
- 1979: Profis
- 1980: Der Rasen ihrer Träume
- 1983: Vom Ende der Zeit
- 1986: Der Tropfen und der heiße Stein
- 1993: Bars in den USA, 7 Folgen
- 1994: Grandhotels – Das Peninsula in Hongkong
- 1995: Tag X – Karl Lagerfeld in Paris
- 1997: Auf den Spuren der Steine
- 2000: Endstation Manhattan
- 2001: ARD-Legenden: Diego Maradona
- 2002: Jo und die Mörder (Menschen hautnah)
- 2002: ARD Die Großen Abenteurer: Red Adair
- 2003: ARD-Legenden: Max Schmeling
- 2006: Der Tag, als die Beatles (beinahe) nach Marburg kamen
- 2006: Die Unbeugsamen – Flucht aus Hitlers Elitegefängnis
- 2007: Unsere 60er Jahre (Dokumentationsreihe ARD, 6 Teile)
- 2008: ARD-Legenden: Jane Fonda
- 2010: Die Porsches – Vater und Sohn
- 2011: Senta Berger – Deutschland Deine Künstler, ARD
- 2011: Wiggerls Wiesnwelt
- 2012: Till Brönner – Deutschland Deine Künstler, ARD
- 2014: Je t'aime heißt ich liebe Dich, Arte, HR, ARD

Kamera
- Geschichten von Anderswo – 11 Folgen
- ARD-Legenden: Franz Beckenbauer
- ARD-Legenden: Pelé
- ARD-Legenden: Muhammad Ali
- ARD-Exklusiv: Taxi nach Capri
- ARD-Exklusiv: Der Cup der Guten Hoffnung
- Tatort Manila
- Weltkurier 2000 – 5 Folgen
- Fernweh, Reisemagazin des BR – 10 Folgen
- 100% Baumwolle Made in India
- Asbest – ein Schadstoff kehrt zurück
- Gefahr Weichmacher
- Schick aber schädlich
- Abgefackelt

## Unterhaltung
- Voll Erwischt (Versteckte Kamera, ZDF)
- Sonnenstich (Versteckte Kamera, ZDF)
- Bayern Champions (Versteckte Kamera, BR3)
- Versteckte Kamera – Das Original (Sat1)
- Fonsi (Christian Springer) auf dem Oktoberfest – ca. 60 Folgen
- Fonsi auf Neuschwanstein
- Fonsi auf der Zugspitze
- Fonsi in Rom
- Nix für Ungut – ca. 40 Folgen

## Auszeichnungen
- 1980 – Goldener Gong für Der Rasen ihrer Träume
- 2007 – Nominierung für den Grimme-Preis für Unsere 60er-Jahre
- 2012 – Kameramann im für den Grimme-Preis nominierten Film Abgefackelt
- 2014 – Nominierung für den Deutsch-Französischen Journalistenpreis für Je t'aime heißt ich liebe Dich